# Alfred Hettner
Alfred Hettner (Dresda, 6 agosto 1859 – Heidelberg, 31 agosto 1941) è stato un geografo tedesco.
È noto per il suo concetto di corologia, che influenzò sia Carl O. Sauer sia Richard Hartshorne. Oltre all'Europa, il suo lavoro sul campo si concentrava principalmente su Colombia, Cile e Russia.
Alfred Hettner, conseguì il dottorato presso l'Università di Strasburgo, fu anche allievo di Ferdinand von Richthofen e Friedrich Ratzel a Lipsia, dove ottenne la sua abilitazione. Il suo libro Europa fu pubblicato nel 1907. Secondo lui, la geografia è una scienza corologica e uno studio delle regioni. Hettner respinse l'idea che la geografia potrebbe essere generale o regionale. La geografia, come altri campi di apprendimento, deve occuparsi sia delle cose uniche (geografia regionale) che di quelle universali (geografia generale), ma lo studio delle regioni è il principale campo geografico. Hettner supervisionò, tra gli altri, i dottorati di Martha Krug-Genthe, Oskar Schmieder, Friedrich Metz e Heinrich Schmitthenner.

## Opere
- Methodische Zeit- und Streitfragen, in: Geographische Zeitschrift, Bd. 29 (1923), S. 49-50
- Die Geographie, ihre Geschichte, ihr Wesen und ihre Methoden, Breslau, 1927